# 松井聖
松井 聖（まつい しょう、1995年5月29日 - ）は、愛知県名古屋市出身の元プロ野球選手（捕手）、野球指導者。右投左打。NPBでは育成選手であった。

## 経歴

### プロ入り前
名古屋市立天神山中学校では尾張ボーイズに所属した。東邦高等学校時代は捕手で、甲子園大会には出場できなかったが、打順は3番も打っていた。同期生に関根大気や石田健人マルクがいる。
中部大学に進学したが3年生の時に中退。大学時代は外野手だった。

### 四国アイランドリーグplus時代
中部大学中退後の2016年12月に練習生の外野手として四国アイランドリーグplusの香川オリーブガイナーズと契約。リーグのドラフトで指名されての入団ではなかった。
初年度となる2017年は開幕後の4月19日に登録選手に昇格したが、3日後の4月22日には抹消されて練習生に戻り、以後シーズン終了まで練習生のままだった。公式戦出場は2試合で、2打数0安打2三振。
2018年も外野手登録で、このシーズンも開幕当時は練習生だったが、4月14日に登録選手に昇格、以後練習生降格は2度（いずれも1週間弱）だけで、47試合に出場し、打率.295。この年、チームはリーグ優勝し、群馬ダイヤモンドペガサスと対戦したグランドチャンピオンシップにも3試合に出場した。2018年シーズン終了後に退団（自由契約）。

### BCリーグ・信濃時代（第1次）
ベースボール・チャレンジ・リーグ（ルートインBCリーグ）のトライアウトを受験し、四国アイランドリーグplusとルートインBCリーグの合同ドラフトで信濃グランセローズから指名を受け、2019年に入団。信濃では「もう一度捕手として上を目指したかった」という理由で、5年ぶりに捕手に戻る。
2020年はチームのキャプテンを務める。このシーズンは打率.301を記録。リーグのベストナインにも選出された。
2020年10月26日のNPBドラフト会議では、東京ヤクルトスワローズから育成選手ドラフト3位指名を受け、11月30日に契約金320万円、年俸280万円で仮契約した。背番号は022。信濃からは赤羽由紘もヤクルトから育成2位指名を受け、入団した。

### ヤクルト時代
2021年は、イースタン・リーグで39試合に出場し、打率.254、3本塁打、12打点を記録した。
2022年は、イースタン・リーグで74試合に出場し、打率.281、6本塁打、39打点を記録した。
2023年は、イースタン・リーグで85試合に出場し、打率.271、3本塁打、32打点の成績で、10月2日に戦力外通告を受けた。
11月15日の12球団合同トライアウトに参加、7度打席に入って3三振2四球（他に二ゴロ2）という結果だった。

### 信濃復帰
2023年12月7日、かつて所属した信濃グランセローズに選手兼任のバッテリー・打撃コーチとして入団することが発表された。
2024年7月2日、球団内での非紳士的行為が認められたとして、5試合の出場停止処分が科された。5月下旬に練習にグラブを忘れてきた選手に対して丸刈りを強要するパワーハラスメント行為があったと報じられている。
最終的に2024年シーズンは打率・打点・本塁打でいずれも上位5位以内に入る成績を収めた。信濃はリーグ優勝は逃したものの、グランドチャンピオンシップ出場権をかけたリーグプレーオフに優勝し、2018年以来2度目となるグランドチャンピオンシップ出場となった。決勝の対栃木ゴールデンブレーブス戦では2本塁打を放つ活躍を見せ、6年前には叶わなかった優勝を達成した。
シーズン終了後の10月15日に退団（コーチ退任、選手として任意引退）が発表された。

## 選手としての特徴
ヤクルトの担当スカウト・中西親志はドラフト指名挨拶の際に、「松井はキャッチャーとしてのスキルが高くてスローイングも良い。打撃も良い。」という評価を述べている。打撃ではパンチ力も魅力。

## 詳細情報

### NPB年度別打撃成績
- 一軍公式戦出場なし

### 独立リーグでの打撃成績
出典は四国アイランドリーグplusウェブサイトの「記録」掲載の各年度個人打撃成績、およびベースボール・チャレンジ・リーグウェブサイトの「過去成績」（2020年まで）とリーグデータサイト（2024年）掲載の各年度個人打撃成績による。
| 年 度    | 球 団    | 試 合 | 打 席 | 打 数 | 得 点 | 安 打 | 二 塁 打 | 三 塁 打 | 本 塁 打 | 塁 打 | 打 点 | 盗 塁 | 盗 塁 死 | 犠 打 | 犠 飛 | 四 球 | 敬 遠 | 死 球 | 三 振 | 併 殺 打 | 打 率 | 出 塁 率 | 長 打 率 | O P S |
| -------- | -------- | ----- | ----- | ----- | ----- | ----- | -------- | -------- | -------- | ----- | ----- | ----- | -------- | ----- | ----- | ----- | ----- | ----- | ----- | -------- | ----- | -------- | -------- | ----- |
| 2017     | 香川     | 2     | 2     | 2     | 0     | 0     | 0        | 0        | 0        | 0     | 0     | 0     | -        | 0     | 0     | 0     | -     | 0     | 2     | -        | .000  | .000     | .000     | .000  |
| 2018     | 香川     | 47    | 153   | 132   | 17    | 39    | 13       | 0        | 0        | 52    | 12    | 3     | -        | 1     | 1     | 17    | -     | 2     | 23    | -        | .295  | .381     | .393     | .774  |
| 2019     | 信濃     | 69    | -     | 228   | 36    | 63    | 16       | 1        | 6        | 99    | 34    | 6     | -        | 2     | 0     | 37    | -     | 2     | 59    | 6        | .276  | .382     | .434     | .816  |
| 2020     | 信濃     | 51    | -     | 143   | 22    | 43    | 10       | 0        | 4        | 65    | 29    | 4     | -        | 3     | 2     | 25    | -     | 3     | 32    | 2        | .301  | .410     | .455     | .865  |
| 2024     | 信濃     | 49    | 223   | 189   | 39    | 65    | 14       | 0        | 12       | 115   | 46    | 7     | 0        | 0     | 2     | 29    | -     | 3     | 41    | 4        | .344  | .435     | .608     | 1.043 |
| IL：2年  | IL：2年  | 49    | 155   | 134   | 17    | 39    | 13       | 0        | 0        | 52    | 12    | 3     | -        | 1     | 1     | 17    | -     | 2     | 25    | -        | .291  | .377     | .388     | .765  |
| BCL：3年 | BCL：3年 | 169   | -     | 560   | 97    | 171   | 40       | 1        | 22       | 279   | 109   | 17    | -        | 5     | 4     | 91    | -     | 8     | 132   | 12       | .305  | .407     | .498     | .905  |

- 2024年度シーズン終了時

### 背番号
- 63（2017年 - 2018年）
- 20（2019年）
- 27（2020年）
- 022（2021年[16] - 2023年）
- 44（2024年）